# 婚姻斜坡
婚姻斜坡（marriage gradient）是指社會對男女兩性的角色和期待不同，引致適婚年齡男女的社會地位不對稱。由於在父權社會中女性傾向嫁給社會地位較自己高的男性，甚至是學歷、收入、身高皆高的三高男。而男性亦傾向娶社會地位較自己低的女性，稱為高嫁低娶。而在女性教育程度提高以及經濟資源增加的情況下，男性為了娶較低社會地位的女性為妻，往往會選擇跨國婚姻去娶較落後國家的女性，但女性嫁給社會地位較自己低男性的低嫁高娶情況仍然較少出現，形式適婚年齡未婚者女性較男性多的斜坡，並造成大齡單身女性增加等。